# Sandra Paszkiewicz
Sandra Ilona Paszkiewicz – polska inżynier, dr hab. nauk inżynieryjno-technicznych, profesor uczelni Katedry Technologii Materiałowych Wydziału Inżynierii Mechanicznej i Mechatroniki Zachodniopomorskiego Uniwersytetu Technologicznego w Szczecinie.

## Życiorys
7 października 2014 obroniła pracę doktorską Hybrydowe nanokompozyty polimerowe z udziałem nanocząstek węglowych. Synteza in situ i właściwości fizyczne, 24 września 2019 habilitowała się na podstawie pracy zatytułowanej Synergizm oddziaływań interfazowych w odniesieniu do struktury nadcząsteczkowej wielofazowych układów polimerowych. Została zatrudniona na stanowisku adiunkta w Instytucie Inżynierii Materiałowej na  Wydziale Inżynierii Mechanicznej i Mechatroniki Zachodniopomorskiego Uniwersytetu Technologicznego w Szczecinie.
Jest profesorem uczelni w Katedrze Technologii Materiałowych na Wydziale Inżynierii Mechanicznej i Mechatroniki Zachodniopomorskiego Uniwersytetu Technologicznego w Szczecinie, oraz członkiem Rady Dyscypliny Naukowej - Inżynierii Materiałowej Zachodniopomorskiego Uniwersytetu Technologicznego w Szczecinie.

## Odznaczenia
- Krzyż Kawalerski Orderu Odrodzenia Polski (2022)[3]
- Brązowy Medal „Zasłużony dla Nauki Polskiej Sapientia et Veritas” (2023)[4]